# Ulica Masztalarska w Poznaniu
Ulica Masztalarska (d. Zaułek Katarzyński) – ulica w Poznaniu położona na Starym Mieście, na osiedlu Stare Miasto; na północ od Starego Rynku.

## Historia

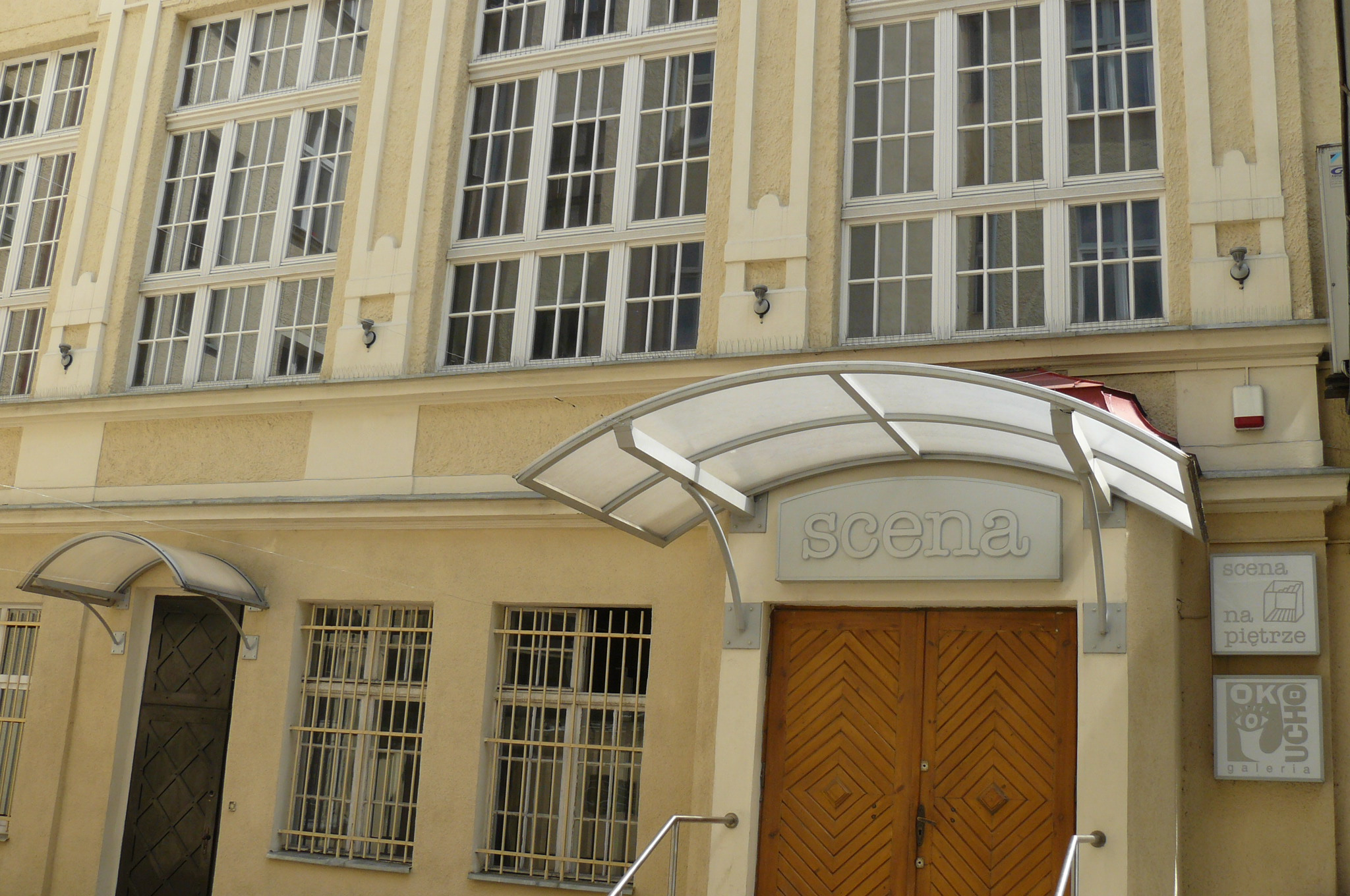
Scena na Piętrze

Ulica doprowadzała w przeszłości do kościoła i klasztoru dominikanek (katarzynek). W XIX wieku istniało oryginalne przejście nad ulicą w kształcie łuku łączące klasztor z domem kapelana. Po I wojnie światowej obiekty klasztorne i kościół przejęli salezjanie, a odnowił je Maksymilian Garstecki. Nazwa ulicy została powzięta od dużego placu, na którym stał tabor miejski, a zajmowali się nim masztalerze.
Pod nr 8 (w oficynie) w latach międzywojennych mieściła się restauracja Jarockiego, która służyła za miejsce zebrań organizacji politycznych, robotniczych, artystycznych i sportowych. 16 marca 1932 na jednym z takich zebrań przemawiał Stanisław Dubois. Po wojnie, pod tym numerem od 22 marca 1945 mieścił się Komitet Dzielnicowy Śródmieście PPR, przeniesiony z kamienicy przy ulicy Mielżyńskiego 3. W kamienicy pod numerem 8A odbyło się w dniu 31 października 1926 zebranie założycielskie Polskiego Związku Hokeja na Trawie, co upamiętnia stosowna tablica z 2006. Na narożniku ul. 23 Lutego stała obecnie nieistniejąca kamienica z cukiernią żydowskiego przedsiębiorcy Ludwika Hirschlika, która była celem antysemickich pochodów studenckich, kończących się niejednokrotnie wybiciem szyb.

## Przebieg i charakter
Swój bieg zaczyna od skrzyżowania z ulicą Wroniecką, następnie idąc w kierunku zachodnim ostro skręca na południe i dochodzi do skrzyżowania ulic Rynkowej/Kramarskiej/23 Lutego. Przy skrzyżowaniu z ulicą Wroniecką znajduje się kościół Najświętszej Marii Panny Wspomożycielki Wiernych ufundowany w 1282.
Przy niej swoją siedzibę ma Estrada Poznańska i Scena na Piętrze, gdzie w czasach PRL siedzibę miał kabaret TEY, jak również przy jej północnej części stoi budynek straży pożarnej z 1887.
Od 2010 ul. Masztalarska, będąca ulicą jednokierunkową, jest dostępna w obu kierunkach dla ruchu rowerowego.

## Nazwa
Od XIX wieku ulica figuruje jako Marstallstrasse zamiennie z polską nazwą Masztalarska. Podczas okupacji przemianowana na niemiecką nazwę Marstallstrasse. Po wojnie, w 1946, przywrócono pierwotną polską nazwę.

## Obiekty
Opisane obiekty przy ul. Masztalarskiej:
- Strażnica pożarowa
- Skwer Romana Wilhelmiego
- Skwer Włodzimierza Dworzaczka
- Pomnik Romana Wilhelmiego (na skwerze jego imienia)
- Pomnik Klemensa Janickiego
- Scena na Piętrze